# Hilario Zapata
Pour les articles homonymes, voir Zapata.
Hilario Zapata est un boxeur panaméen né le 19 août 1958 à Panama.

## Carrière
Il devient champion du monde des poids mi-mouches WBC le 24 mars 1980 en battant aux points Shigeo Nakajima puis conserve sa ceinture 8 fois avant de la perdre le 6 février 1982 face à Amado Ursua par KO à la 2e reprise. Il remporte à nouveau le titre WBC le 20 juillet aux dépens du japonais Tadashi Tomori puis le cède définitivement le 26 mars 1983 contre Jung-Koo Chang.
Zapata choisit alors de poursuivre sa carrière en poids mouches et s'empare du titre WBA laissé vacant par Santos Benigno Laciar le 5 octobre 1985 (victoire aux points contre Alonzo Gonzalez). Il le conserve jusqu'au 13 février 1987, date à laquelle il est battu par le colombien Fidel Bassa.

## Distinction
- Hilario Zapata est membre de l'International Boxing Hall of Fame depuis 2016.